# Małżeństwo osób tej samej płci w Słowenii
     Małżeństwo
     Rejestrowany związek partnerski
     Konkubinat
     Konstytucja definiuje małżeństwo jako związek kobiety i mężczyzny
     Związki jednopłciowe nieuznawane

Status prawny związków osób tej samej płci w Europie:
Małżeństwo
Rejestrowany związek partnerski
Konkubinat
Konstytucja definiuje małżeństwo jako związek kobiety i mężczyzny
Związki jednopłciowe nieuznawane

Małżeństwa osób tej samej płci zostały zatwierdzone przez Parlament w Słowenii 3 marca 2015. Nowelizacja ustawy o małżeństwach nigdy nie została podpisana przez prezydenta Słowenii a 20 grudnia 2015 została odrzucona w przeprowadzonym referendum powszechnym. Referendum jest ważne.
Małżeństwa jednopłciowe zostały ostatecznie zalegalizowane w 2022 roku, decyzją Sądu Konstytucyjnego.

## Historia
W lipcu 2006 w Słowenii zalegalizowano związki partnerskie par tej samej płci. Dają one tylko część praw z tych, jakie mają małżeństwa heteroseksualne, na przykład wykluczają możliwość adopcji dzieci. Ustawa ta została przyjęta przez konserwatywny rząd, który nie konsultował się w tej sprawie ze środowiskami homoseksualnymi. Rząd został poddany również krytyce opozycji, która na znak protestu opuściła salę obrad podczas głosowania nad projektem.
2 lipca 2009 rząd poinformował, że zamierza skierować do parlamentu projekt ustawy legalizującej małżeństwa osób tej samej płci.
21 września 2009 rząd zaprezentował projekt nowego Kodeksu Rodzinnego, który zakłada m.in. legalizację małżeństw osób tej samej płci. Został on poddany społecznej dyskusji, która trwała do 31 października 2009. Rząd zapowiedział, że w grudniu wprowadzi pewne poprawki do projektu. Według pierwotnych założeń kodeks miał wejść w życie 1 maja 2011. 17 grudnia 2009 rząd ostatecznie przyjął projekt kodeksu rodzinnego i skierował go do parlamentu. 2 marca 2010 ustawa została przyjęta w pierwszym czytaniu przez izbę niższą parlamentu, Zgromadzenie Państwowe, i skierowana do dalszych prac, stosunkiem głosów 46-38.
24 stycznia 2011, wobec niemożności przeforsowania projektu w pierwotnym kształcie rząd zgłosił do niego poprawkę. Przyznawała ona parom jednopłciowym niemalże wszystkie prawa przysługujące małżeństwom – łącznie z adopcją biologicznego dziecka partnera – jednakże adopcja dziecka niespokrewnionego z parą jednopłciową oraz sama instytucja małżeństwa miały pozostać dostępne jedynie dla związków kobiety i mężczyzny. 7 kwietnia komisja pracy, rodziny i spraw społecznych zaakceptowała poprawkę. Zmieniona wersja kodeksu rodzinnego została przyjęta przez Zgromadzenie 16 czerwca. 1 września 2011 roku, organizacja Inicjatywa Obywatelska na rzecz Rodziny i Praw Dziecka przedłożyła petycję w celu przeprowadzenia referendum w tej kwestii, w odpowiedzi rząd zwrócił się do Sądu Konstytucyjnego z prośbą o opinię, czy takie referendum byłoby zgodne z konstytucją. 26 grudnia Sąd orzekł, że referendum może się odbyć. 26 marca 2012, wyborcy w głosowaniu odrzucili kodeks.
14 kwietnia 2014 rząd zaprezentował projekt zmian prawnych w celu rozszerzenia praw związków partnerskich, podobny do odrzuconego w 2012 i poddał go pod konsultacje społeczne. W styczniu 2015 dalsze prace nad projektem zostały wstrzymane.
15 grudnia 2014 ugrupowanie Zjednoczona Lewica przedstawiło projekt ustawy legalizującej małżeństwa jednopłciowe. 29 stycznia 2015 rząd w swojej opinii nie zgłosił sprzeciwu wobec tej propozycji. 10 lutego komisja Zgromadzenia Państwowego do spraw pracy, rodziny, polityki społecznej i niepełnosprawności zaakceptowała projekt w drugim czytaniu, stosunkiem głosów 11-2. 3 marca projekt został przyjęty przez Zgromadzenie Państwowe w trzecim czytaniu, stosunkiem głosów 51-28. 10 marca 2015 roku Rada Państwa odrzuciła wniosek o zobowiązanie Zgromadzenia do jego ponownego rozpatrzenia. Ustawa czeka na podpis Prezydenta. Przeciwnicy ustawy zapowiedzieli zbieranie podpisów pod petycją o przeprowadzenie referendum.